# NYSE Composite
| NYSE Composite | NYSE Composite          |
| -------------- | ----------------------- |
|                |                         |
| Stammdaten     |                         |
| Staat          | Vereinigte Staaten      |
| Börse          | New York Stock Exchange |
| ISIN           | XC0009694339            |
| WKN            | 969433                  |
| Symbol         | NYA                     |
| RIC            | ^NYA                    |
| Bloomberg-Code | NYA <INDEX>             |
| Kategorie      | Aktienindex             |
| Typ            | Kursindex               |
| Familie        | NYSE                    |

Der NYSE Composite ist ein Aktienindex, der alle an der New York Stock Exchange gelisteten Unternehmen enthält. Er wird vom transatlantischen Börsenbetreiber NYSE Euronext veröffentlicht.

## Berechnung
Der NYSE Composite ist ein Kursindex, in dem alle Aktiengesellschaften der New York Stock Exchange gelistet sind. Der Indexstand wird ausschließlich auf Grund der Aktienkurse ermittelt und nur um Erträge aus Bezugsrechten und Sonderzahlungen bereinigt. Die Gewichtung erfolgt nach der Marktkapitalisierung der gelisteten Unternehmen. Kapitalmaßnahmen wie Aktiensplits haben keinen (verzerrenden) Einfluss auf den Index. Die Berechnung wird während der NYSE-Handelszeit von 9:30 bis 16:00 Ortszeit (15:30 bis 22:00 MEZ) jede Sekunde aktualisiert.

## Geschichte

### Historischer Überblick
Der NYSE Composite startete am 31. Dezember 1965 mit einer Indexbasis von 50 Punkten. Nach einer Neuberechnung im Januar 2003 erfolgte die Festlegung der Indexbasis für den 31. Dezember 2002 auf 5.000 Punkte. Der NYSE Composite wurde nach der neuen Methode bis zum 31. Dezember 1965 auf einen Schlussstand von 528,69 Punkten zurückgerechnet. Sein Allzeittief markierte der Index rechnerisch am 3. Oktober 1974, als er den Handel mit 347,77 Punkten beendete.
Am 6. Mai 1983 schloss der NYSE Composite erstmals über der Marke von 1.000 Punkten und am 3. Juli 1997 zum ersten Mal über der 5.000-Punkte-Marke. Der Index markierte in den folgenden Jahren weitere Rekordstände. Bis zum 1. September 2000 stieg er auf einen Schlussstand von 7.164,55 Punkten, was für ein halbes Jahrzehnt sein Allzeithöchststand blieb. Nach dem Platzen der Spekulationsblase im Technologiesektor (Dotcom-Blase) fiel das Börsenbarometer bis zum 9. Oktober 2002 auf einen Tiefststand von 4.452,49 Punkten. Das war ein Rückgang gegenüber dem 1. September 2000 um 37,9 Prozent.
Der 9. Oktober 2002 bedeutete das Ende der Talfahrt. Ab Herbst 2002 begann der NYSE Composite wieder zu steigen. Am 21. Dezember 2004 schloss der Index mit 7.167,03 Punkten über seinem Hoch von September 2000. Die Marke von 10.000 Punkten fiel erstmals am 1. Juni 2007, als der Index mit 10.042,60 Punkten schloss. Am 13. Juli 2007 erzielten alle im Index gelisteten Unternehmen mit 21,991 Billionen US-Dollar die höchste Marktkapitalisierung der Geschichte. Am 12. Oktober 2007 markierte der NYSE Composite mit einem Schlussstand von 10.301,49 Punkten ein Allzeithoch. Der Zuwachs seit dem 9. Oktober 2002 liegt bei 131,4 Prozent.
Im Verlauf der internationalen Finanzkrise, die im Sommer 2007 in der US-Immobilienkrise ihren Ursprung hatte, begann der Index wieder zu sinken. Am 20. November 2008 schloss er mit 4.651,21 Punkten erstmals seit dem 16. April 2003 unter der Grenze von 5.000 Punkten. Auf den tiefsten Stand seit dem 21. April 1997 fiel der NYSE Composite am 9. März 2009, als er den Handel mit 4.226,31 Punkten beendete. Seit dem Allzeithoch vom 12. Oktober 2007 entspricht das einem Rückgang um 56,6 Prozent. Die Marktkapitalisierung aller im Index gelisteten Unternehmen lag am 9. März 2009 bei 8,504 Billionen US-Dollar und damit um 61,4 Prozent niedriger als am 13. Juli 2007.
Der 9. März 2009 bedeutete das Ende der Talfahrt. Ab dem Frühjahr 2009 hat sich der Börsenindex wieder stark erholt. Bis zum 18. Februar 2011 stieg er um 101,3 Prozent auf einen Schlussstand von 8.507,90 Punkten. Die Abschwächung der globalen Konjunktur und die Verschärfung der Eurokrise führten zu einem Kurseinbruch des Aktienindex. Am 3. Oktober 2011 beendete der NYSE Composite den Handel bei 6.571,45 Punkten. Der Verlust seit dem Höchststand am 18. Februar 2011 beträgt 22,8 Prozent.
Die Ankündigung neuer Anleihekaufprogramme der Europäischen Zentralbank und der US-Notenbank in grundsätzlich unbegrenztem Umfang führte zu einer Erholung der Kurse am Aktienmarkt. Die monetären Impulse spielten eine größere Rolle bei der Kursbildung, als die weltweite Wirtschaftsabkühlung und die Lage der Unternehmen. Am 10. Januar 2013 schloss der Index bei 8.713,75 Punkten und damit um 32,6 Prozent höher als am 3. Oktober 2011.

### Höchststände
Die Übersicht zeigt die Allzeithöchststände des NYSE Composite.
|                      | Punkte    | Datum                      |
| -------------------- | --------- | -------------------------- |
| im Handelsverlauf    | 14.003,39 | Donnerstag, 2. Januar 2020 |
| auf Schlusskursbasis | 14.002,49 | Donnerstag, 2. Januar 2020 |

### Meilensteine
Die Tabelle zeigt die Meilensteine des NYSE Composite.
| Erster Schlussstand über | Schlussstand in Punkten | Datum             |
| ------------------------ | ----------------------- | ----------------- |
| 500                      | 528,69                  | 31. Dezember 1965 |
| 1.000                    | 1.009,47                | 6. Mai 1983       |
| 1.500                    | 1.505,49                | 29. Mai 1986      |
| 2.000                    | 2.011,34                | 27. Juli 1989     |
| 2.500                    | 2.503,01                | 27. November 1992 |
| 3.000                    | 3.003,05                | 15. Mai 1995      |
| 3.500                    | 3.501,70                | 13. Dezember 1995 |
| 4.000                    | 4.000,25                | 18. Oktober 1996  |
| 4.500                    | 4.515,72                | 18. Februar 1997  |
| 5.000                    | 5.050,86                | 3. Juli 1997      |

| Erster Schlussstand über | Schlussstand in Punkten | Datum            |
| ------------------------ | ----------------------- | ---------------- |
| 5.500                    | 5.505,95                | 2. Februar 1998  |
| 6.000                    | 6.054,62                | 20. März 1998    |
| 6.500                    | 6.505,17                | 15. März 1999    |
| 7.000                    | 7.011,65                | 16. Juli 1999    |
| 7.500                    | 7.516,78                | 28. Juli 2005    |
| 8.000                    | 8.031,66                | 6. Januar 2006   |
| 8.500                    | 8.541,80                | 2. Mai 2006      |
| 9.000                    | 9.019,03                | 4. Dezember 2006 |
| 9.500                    | 9.522,86                | 13. April 2007   |
| 10.000                   | 10.064,05               | 4. Juni 2007     |

| Erster Schlussstand über | Schlussstand in Punkten | Datum             |
| ------------------------ | ----------------------- | ----------------- |
| 10.500                   | 10.525,52               | 6. März 2014      |
| 11.000                   | 11.003,08               | 19. Juni 2014     |
| 11.500                   | 11.514,40               | 15. Februar 2017  |
| 12.000                   | 12.000,02               | 1. August 2017    |
| 12.500                   | 12.520,23               | 28. November 2017 |
| 13.000                   | 13.028,46               | 4. Januar 2018    |
| 13.500                   | 13.507,66               | 24. Januar 2018   |
| 14.000                   | 14.002,49               | 2. Januar 2020    |

### Jährliche Entwicklung
Die Tabelle zeigt die jährliche Entwicklung des NYSE Composite.
| Jahr | Schlussstand in Punkten | Veränderung in Punkten | Veränderung in % |
| ---- | ----------------------- | ---------------------- | ---------------- |
| 1965 | 528,69                  |                        |                  |
| 1966 | 462,28                  | −66,41                 | −12,56           |
| 1967 | 569,18                  | 106,90                 | 23,12            |
| 1968 | 622,79                  | 53,61                  | 9,42             |
| 1969 | 544,86                  | −77,93                 | −12,51           |
| 1970 | 531,12                  | −13,74                 | −2,52            |
| 1971 | 596,68                  | 65,56                  | 12,34            |
| 1972 | 681,79                  | 85,11                  | 14,26            |
| 1973 | 547,93                  | −133,86                | −19,63           |
| 1974 | 382,03                  | −165,90                | −30,28           |
| 1975 | 503,73                  | 121,70                 | 31,86            |
| 1976 | 612,01                  | 108,28                 | 21,50            |
| 1977 | 555,12                  | −56,89                 | −9,30            |
| 1978 | 566,96                  | 11,84                  | 2,13             |
| 1979 | 655,04                  | 88,08                  | 15,54            |
| 1980 | 823,27                  | 168,23                 | 25,68            |
| 1981 | 751,90                  | −71,37                 | −8,67            |
| 1982 | 856,79                  | 104,89                 | 13,95            |
| 1983 | 1.006,41                | 149,62                 | 17,46            |
| 1984 | 1.019,10                | 12,69                  | 1,26             |

| Jahr | Schlussstand in Punkten | Veränderung in Punkten | Veränderung in % |
| ---- | ----------------------- | ---------------------- | ---------------- |
| 1985 | 1.285,66                | 266,56                 | 26,16            |
| 1986 | 1.465,31                | 179,65                 | 13,97            |
| 1987 | 1.461,61                | −3,70                  | −0,25            |
| 1988 | 1.652,25                | 190,64                 | 13,04            |
| 1989 | 2.062,30                | 410,05                 | 24,82            |
| 1990 | 1.908,45                | −153,85                | −7,46            |
| 1991 | 2.426,04                | 517,59                 | 27,12            |
| 1992 | 2.539,32                | 113,28                 | 4,67             |
| 1993 | 2.739,44                | 200,12                 | 7,88             |
| 1994 | 2.653,37                | −86,07                 | −3,14            |
| 1995 | 3.484,15                | 830,78                 | 31,31            |
| 1996 | 4.148,07                | 663,92                 | 19,06            |
| 1997 | 5.405,19                | 1.257,12               | 30,31            |
| 1998 | 6.299,93                | 894,74                 | 16,55            |
| 1999 | 6.876,10                | 576,17                 | 9,15             |
| 2000 | 6.945,57                | 69,47                  | 1,01             |
| 2001 | 6.236,39                | −709,18                | −10,21           |
| 2002 | 5.000,00                | −1.236,39              | −19,83           |
| 2003 | 6.440,30                | 1.440,30               | 28,81            |
| 2004 | 7.250,06                | 809,76                 | 12,57            |

| Jahr | Schlussstand in Punkten | Veränderung in Punkten | Veränderung in % |
| ---- | ----------------------- | ---------------------- | ---------------- |
| 2005 | 7.753,95                | 503,89                 | 6,95             |
| 2006 | 9.139,02                | 1.385,07               | 17,86            |
| 2007 | 9.740,32                | 601,30                 | 6,58             |
| 2008 | 5.757,05                | −3.983,27              | −40,89           |
| 2009 | 7.184,96                | 1.427,91               | 24,80            |
| 2010 | 7.964,02                | 779,06                 | 10,84            |
| 2011 | 7.477,03                | −486,99                | −6,11            |
| 2012 | 8.443,51                | 966,48                 | 12,93            |
| 2013 | 10.400,33               | 1.956,82               | 23,18            |
| 2014 | 10.839,24               | 438,91                 | 4,22             |
| 2015 | 10.143,42               | −695,82                | −6,42            |
| 2016 | 11.056,89               | 913,47                 | 9,01             |
| 2017 | 12.808,84               | 1.751,95               | 15,84            |
| 2018 | 11.374,39               | −1.434,45              | −11,20           |
| 2019 | 13.913,03               | 2.538,64               | 22,32            |
| 2020 | 14.524,80               | 611,77                 | 4,4              |